# Албрехт фон Мансфелд (Халберщат)
Албрехт фон Мансфелд (на немски: Albrecht von Mansfeld; † между 6 ноември 1356 и 17 март 1357 или на 5 декември 1375) от фамилията на графовете на Мансфелд-Кверфурт, е геген-епископ (електор) на Халберщат (1346 – 1356).

## Биография
Той е третият син на граф Бурхард V фон Мансфелд-Кверфурт († 1354/1358) и съпругата му графиня Ода фон Вернигероде († 1343), дъщеря на граф Албрехт V фон Вернигероде († 1320/1323) и съпругата му фон Барби-Арнщайн. Роднина е на Албрехт фон Вернигероде, епископ на Халберщат (1411 – 1419).
През 1346 г. Албрехт фон Мансфелд е поставен като геген-епископ на Халберщат на епископ Албрехт II фон Брауншвайг-Люнебург (от 1325 до 1358 г.), който има като епископ почти непрекъснато конфликти с папския стол, с домкапитела, с град Халберщат, и съседните князе и господари. През 1357 г. епископ на Халберщат става Лудвиг фон Майсен.